# Captain Tsubasa 5: Hasha no Shōgō Campione
Captain Tsubasa 5: Hasha no Shōgō Campione fue el último videojuego de fútbol perteneciente a la saga de juegos del Manga y Anime Capitán Tsubasa desarrollado por Tecmo. Es la quinta entrega de la serie y la continuación de Captain Tsubasa 4: Professionals Rivals. Fue lanzado el 9 de diciembre de  1994 para Super Famicom, exclusivamente en Japón, este juego varió gráficamente a las anteriores entregas ya que se fusionó el estilo Cinematic Soccer con retransmisión tv siendo el más innovador de la saga; contaba además con la típica historia de Tsubasa pero también la posibilidad de jugar hasta 10 escenarios con jugadores de toda la saga.
Al igual que Capitán Tsubasa Vol: 2, es posible conseguir la versión completamente traducida al castellano para emulador.

## Resumen, argumento del Juego y cambios
Al inicio el juego muestra la historia de Roberto Hongo en Sao Paulo hasta la lesión que lo marginó del fútbol, inicialmente la historia tendrá como protagonista a Shun Nitta (David Everet) como reemplazo de Tsubasa (Oliver) en Sao Paulo. Aparece Jun Misugi reclutando jugadores del Japón para la Copa Asiática y el Mundial de USA 94.
Seguidamente aparecerá Tsubasa que ahora hace parte del Lecce de Italia en la Serie B, Tsubasa es presentado al equipo en donde destacan el delantero Carnevale, el volante izquierdo Mancini y el arquero Bruno. Inicialmente habría problemas con los jugadores del equipo que no están de acuerdo con la inclusión de Oliver. Además, otros personajes, aparecen con sus respectivas campañas, adjuntando con la campaña principal, son 11 en total.
Las competiciones en este juego se basa en torneos reales, como la Copa Asiática, la Copa América o la Copa Mundial de Fútbol. Además, aparecen jugadores de la vida real hasta la fecha de lanzamiento: Thomas Häßler, Júlio César da Silva, Jean-Pierre Papin, Peter Schmeichel, Franco Baresi, Ronald Koeman, Tomas Brolin, Dennis Bergkamp, o Gabriel Batistuta están presentes en el juego. Tecmo también creó jugadores ficticios, como el capitán de Brasil Signori, el arquero de la copa mundial Savičević, entre otros.
El modo "All Stars", además del amistoso, también se puede crear ligas y copas de clubes o de selecciones.

## Equipos Manejables
Nota: esta sección solo se cubre el argumento principal y no las otras 10 campañas.
- Sao Paulo: Nitta, Oliveira y GK Bamora.
- Lecce: Tsubasa, FW Carnevale, MF Mancini y GK Bruno.
- Japón: Tsubasa Ozora (Oliver), Taro Misaki (Tom), Ken Wakashimazu (Tex-Tex), Kojiro Hyuga (Steve Hyuga), Hikaru Matsuyama (Armand), Genzo Wakabayashi (Benji Price).

### Liga brasilera
- Portuguesa: Equipo muy fácil figura FW Tacconi.

### Parte 2 Liga Italiana
- AC Milan: Stratto, Van Bergh (holandés), Furia(Holanda), Neeskens (Holanda), Jean Pierre Pipin (Francia), Rossi y Bambino.
- Genova: Equipo fácil una figura Andreas.
- Torino: Dos figuras Aguileria FW 9 y Marco, MF 10.
- AS Roma: Equipo con tres estrellas Shiniza MF 8, Helmer MF 10, Eduardo, FW 9.
- Inter de Milán: Partido difícil 4 figuras Müller, Ruben, Igor y Bergkamp.
- Juventus: Partido difícil equipo con varias figuras, Ken Wakashimazu, Kojiro Hyuga FW 9, Cezar (Brasil) DF 3, Jurgen (Alemania) DF 4 y Facchetti (Italia) MF 10.
- Sampdoria: Partido fácil 2 estrellas los centrocampistas Mauricio (7) y Fratt (6).
- Parma AC: Final de Italia; Partido muy difícil, cuenta con la súper estrella brasileña Signori además de Brolan MF 7 e Hinostroza FW 11.

### Parte 3 Juegos de Preparación
Tres meses después del partido Parma vs. Lecce la escuadra japonesa se reúne para enfrentar 4 partidos de preparación antes de la Copa Asiática. El director técnico de Japón es Roberto Hongo, quien quiere usar una nueva estrategia, se maneja a la selección Japón sin Wakashimazu, Wakabayashi, Tsubasa y Hyuga, después iniciara la Copa de Asia.
- Marruecos: Equipo fácil 2 figuras Abdel Karim FW 9 y a Dolmir MF 10.
- Ghana: Equipo fácil destacable Dua MF 10.
- Nigeria: Equipo destacado 3 jugadores buenos, Babayaro DF 4, Oruma DF 8 y Kanu MF 10.
- Estados Unidos: Equipo regular 2 delanteros buenos Mihael y Silvester Luck.

Copa de Asia
- Filipinas: Partido fácil figura Emal.
- Malasia: Malasia tienen una gran defensa llamado Kusta (#4) quien tienen su Gei Trusteki Dribble, power block, tackle y charge.
- Catar: Partido fácil destacan dos jugadores, Rahaman y Hamis.
- Emiratos Árabes Unidos: Equipo regular buena defensa.
- Irak: Partido difícil tres estrellas: Radi, Radihi y Radishi.
- Arabia Saudita: Las semifinales de la copa asiática, en Arabia Saudita encontramos a Owairan FW. 9 y Abdulla FW. 11.
- Corea del Sur: La final: Partido difícil tres estrellas, Yunun MF 7, Sunho FW 9 y Yuson FW 11. para el segundo tiempo perdemos a Misugi.

### El Campeonato Mundial
- Uruguay: Partido difícil 3 figuras, Hugo DF 4, Rubén FW 9 y Ramón Victorino FW 11.
- Francia: Partido difícil 4 figuras Eru Shido Pierre MF 10 y Lui Napoleón FW 9; además los acompañan Jean Pierre Pipin FW 11 y Lendris Amoro GK.
- Países Bajos: Partido difícil Holanda cuenta con buenos jugadores en todas las líneas, Durkman GK 1, Kual DF 4, León Dick DF 5, Bergkamp MF 7, Johan Lesenbrik FW 9, Ruth Klinsmann y el Cl Turn y Gerd Keiser FW 11.
- Italia: Partido difícil varios destacados Gino Fernández, Rossi DF 4, Bambino MF 7, Stratto FW 9 y Fachetti MF 11. Mientras que en el banco de suplentes están Carnevale y a mancini.
- Japón: Red vs. White test de entrenamiento con dos equipos de Japón se desarrolla toda una historia en este match.
- Brasil: Partido muy complicado Brasil cuenta con Elzo Gertize, Cezar, Oliveira, Nascimiento, Signori y en la banca Carlos Santana.
- Alemania: Partido difícil para el equipo alemán juegan: D. Müller, Helmer, Franz Schester, Karl Hanz Schneider, Manfred Margus, Herman Kartz y Jurgen. En la banca están Mittermayer y Effenberg.
- Argentina: Otro rival difícil, cuenta con el arquero Gogon, en la defensa Luis Galvan, el capitán Juan Diaz, Alan Pascal y al otro delantero Batín.
- Campione: Final del mundial Para el super equipo Campione destacan el arquero Sabisevic, el delantero Shun Nitta, el centrocampista Allsion y la defensa Kusta (quien también jugó por Malasia). Al finalizar el partido Japón es el equipo campeón, Allsion habla con Tsubasa y promete que la próxima vez vencerá.

## Escenarios
Este juego incorporó una nueva modalidad de escenarios donde se desarrollan pequeñas historias de diversos protagonistas del juego, en total son 10 escenarios que complementan la trama del juego.
- Escenario 1. Kojiro Hyuga: Steve capitaneando a Juventus contra equipos Italianos.
- Escenario 2. Luí Napoleón: Jugando en Japón con Nankatsu SC.
- Escenario 3. Eru Shido Pierre Jugando para el Bordeaux
- Escenario 4. Taro Misaki se puede escoger entre el Manchester United con Hikaru Matsuyama a la cabeza o al Paris Saint Germain con Taro Misaki.
- Escenario 5. Gino Fernández El arquero italiano juega en la Bundesliga alemana para el 1 FC Koln junto con el delantero Alemán Effenberg.
- Escenario 6. Carlos Santana Capitaneando a Brasil en la eliminatoria.
- Escenario 7. Karl Heinz Schneider Capitaneando al Bayern Munich.
- Escenario 8. Genzo Wakabayashi Capitaneando al Hamburgo SV.
- Escenario 9. Ken Wakashimazu con Juventus contra el Parma AC.
- Escenario 10. Düther Müller el gran Gk Alemán con el Inter de Milán.

## Voces
- Alción (Kōichi Hashimoto)
- Genzo Wakabayashi (Kōichi Hashimoto)
- Karl-Heinz Schneider (Keiichi Nanba)
- Ken Wakashimazu (Nobuo Tobita)
- Kojiro Hyuga (Hirotaka Suzuoki)
- Taro Misaki (Eiko Yamada)
- Tsubasa Oozora (Yōko Ogai)